# 페트로그라츠카야역
페트로그라츠카야역(러시아어: Петроградская)은 러시아 상트페테르부르크 시에 있는 상트페테르부르크 지하철 모스콥스코 페트로그라츠카야 선의 역이다. 1963년 7월 1일에 개통되었다. 이 역 플랫폼 상에는 스크린도어가 설치되어 있다.